# Timtig
Timtig (Zentralatlas-Tamazight ⵜⵉⵎⵜⵉⴳ Timtig, arabisch تمتيك) ist ein historisches Dorf im Südosten von Marokko und ein Teil der ländlichen Stadt Tamegroute. Timtig besteht aus fünf Ksars: Lahdab, mit mehr als der Hälfte der Bevölkerung, Louastaniya, Ait Boulkhlat, Ait Beloualid und Ait Moulay Lakbir.

## Lage
Timtig ist nur etwa 15 km (Fahrtstrecke) von der Provinzhauptstadt Zagora entfernt und liegt auf dem linken Ufer des – meist trockenfallenden – Wadi Draa; bis nach Tamegroute sind ist es nur etwa 8 km.